# Шиме Милутин
Шиме Милутин (Сплит, 10. април 1911 — Дубровник, 21. јун 1945) био је југословенски фудбалер.

## Биографија
Фудбалску каријеру је почео 1929. године у сплитском Хајдуку, исте године је са клубом освојио другу титулу првака Југославије у фудбалу. Дебитовао је у пролећном првенству Сплитског подсавеза 8. маја 1929. против ХАШК-а (3:0). Дрес Хајдука је носио до 1940. године, а за то време је одиграо 217 утакмица и постигао један погодак. Године 1940. одлази у Дубровник, где игра и тренира у ГОШК-у. У тандему са Јозом Матошићем чинио је одличан бековски пар.
За репрезентацију Југославије одиграо је једну утакмицу, 7. маја 1939. против Румуније у Букурешту (пораз 0:1).
Преминуо је 21. јуна 1945. у Дубровнику од повреда задобијених у саобраћајној несрећи. Сахрањен је на дубровачком гробљу Светог Михајла.

## Успеси
- Хајдук Сплит
  - Првенство Југославије: 1929.